# دارين أبو غيدا
دارين أبو غيدا صحافية إذاعية تعمل حاليا كمقدمة في قناة الجزيرة الإنجليزية.

## المسيرة المهنية
في قناة الجزيرة الإنجليزية أبو غيدا هي مقدمة نشرة الأخبار على البرنامج الرائد «نيوزهاور». يقع مقرها في مركز البث الرئيسي في الدوحة، قطر. هي أيضا معروفة بتغطيتها للثورة المصرية.
عملت سابقا في دبي وان في الإمارات العربية المتحدة وقبل ذلك في قناة بلومبرغ وقناة أخبار المستهلك وقناة الأعمال.

## الحياة الشخصية
تخرجت أبو غيدا من جامعة كونكورديا في كيبك وحصلت على درجة البكالوريوس في التجارة.